# Tongeren
Tongeren (Tongres en francés) es un municipio de Bélgica de unos 31 000 habitantes, de habla flamenca, situado cerca de Lieja, en la provincia de Limburgo.

## Historia

### Atuatuca Tungrorum
Tongeren es el núcleo urbano documentado como más antiguo de Bélgica. Antes de la conquista romana, esta zona estaba habitada por los atuátucos, parte de la confederación belga. Durante las campañas de Julio César en la región, en el siglo I a. C., los belgas se unieron contra César. Los atuátucos llegaron tarde a la asamblea belga y fueron vencidos por César; se retiraron a su ciudad, donde los romanos los asediaron. Decidieron rendirse y entregaron la mayor parte de sus armas, pero al día siguiente hicieron una salida contra las tropas romanas, quienes los derrotaron. El día posterior, los romanos rompieron las puertas indefensas y vendieron a toda la tribu de los atuátucos como esclavos.
Los tungros, más amistosos con los romanos, los reemplazaron. La ciudad creció hasta convertirse en un considerable asentamiento conocido como Atuatuca Tungrorum. Ubicada en la importante calzada que unía Colonia con Bavay a través de la posta de Liberchies, y rodeados por las fértiles tierras de la región de Hesbaye, el asentamiento pronto se convirtió en una de las más grandes ciudades galorromanas administrativas y militares en el siglo I. Atuatuca Tungrorum sufrió un incendio destructivo durante el asedio bátavo del año 70 d. C. En el siglo II se erigió una muralla defensiva, de la que aún se ven hoy en día algunos fragmentos. Se construyeron en la ciudad típicos edificios romanos, mientras que la región que la rodeaba se vio salpicada de villas y tumbas (tumuli). En el siglo IV, la ciudad se convirtió en el centro de una diócesis cristiana —una de las primeras de los Países Bajos— bajo la influencia de san Gervasio, obispo de Tongeren, más tarde también obispo de Maastricht, quien murió en el año 384. Puede que los hunos la destruyeran en el año 451.

### Edad Media
El período merovingio entre el siglo V y el VIII no está bien documentado. La edificación de una nueva iglesia y la fundación de un capítulo de canónigos tuvo lugar en la época carolingia, en el mismo lugar en que se alzaban las casas de los antiguos obispos y donde aún hoy se levanta la basílica. La construcción de la actual basílica comenzó al principio del siglo XIII en el prevalente estilo gótico de aquella época. Se añadieron otros edificios al núcleo religioso de la ciudad, como nuevas zonas comerciales, hospitales y barrios artesanos. El siglo XIII también vio la edificación de la muralla defensiva medieval, varias iglesias nuevas y claustros y el convento de beguinas. La ciudad se convirtió en una de las "bonnes villes" (o ciudades principales) del Principado episcopal de Lieja.

### Desde elsigloXVIIhasta la actualidad
En 1677, durante la Guerra de Devolución y a pesar de la neutralidad del obispado, las tropas de Luis XIV la incendiaron, ardiendo casi por completo, una catástrofe de la que Tongeren nunca se recuperó completamente. El renacimiento de la ciudad data de después del año 1830. Hoy, Tongeren disfruta de su gran herencia del pasado. También es la capital judicial de la provincia de Limburgo.

## Geografía

### Secciones del municipio
El municipio comprende los antiguos municipios, que se fusionaron en 1977:
- Tongeren
- Berg
- Diets-Heur
- Henis
- 's Herenelderen
- Koninksem
- Lauw
- Mal
- Neerrepen
- Nerem
- Overrepen
- Piringen
- Riksingen
- Rutten
- Sluizen
- Vreren
- Widooie

## Demografía

### Evolución
Todos los datos históricos relativos al actual municipio, el siguiente gráfico refleja su evolución demográfica, incluyendo municipios después de efectuada la fusión el 1 de enero de 1977
| Gráfica de evolución demográfica de Tongeren entre 1846 y 2020 |
|                                                                |

## Lugares de interés

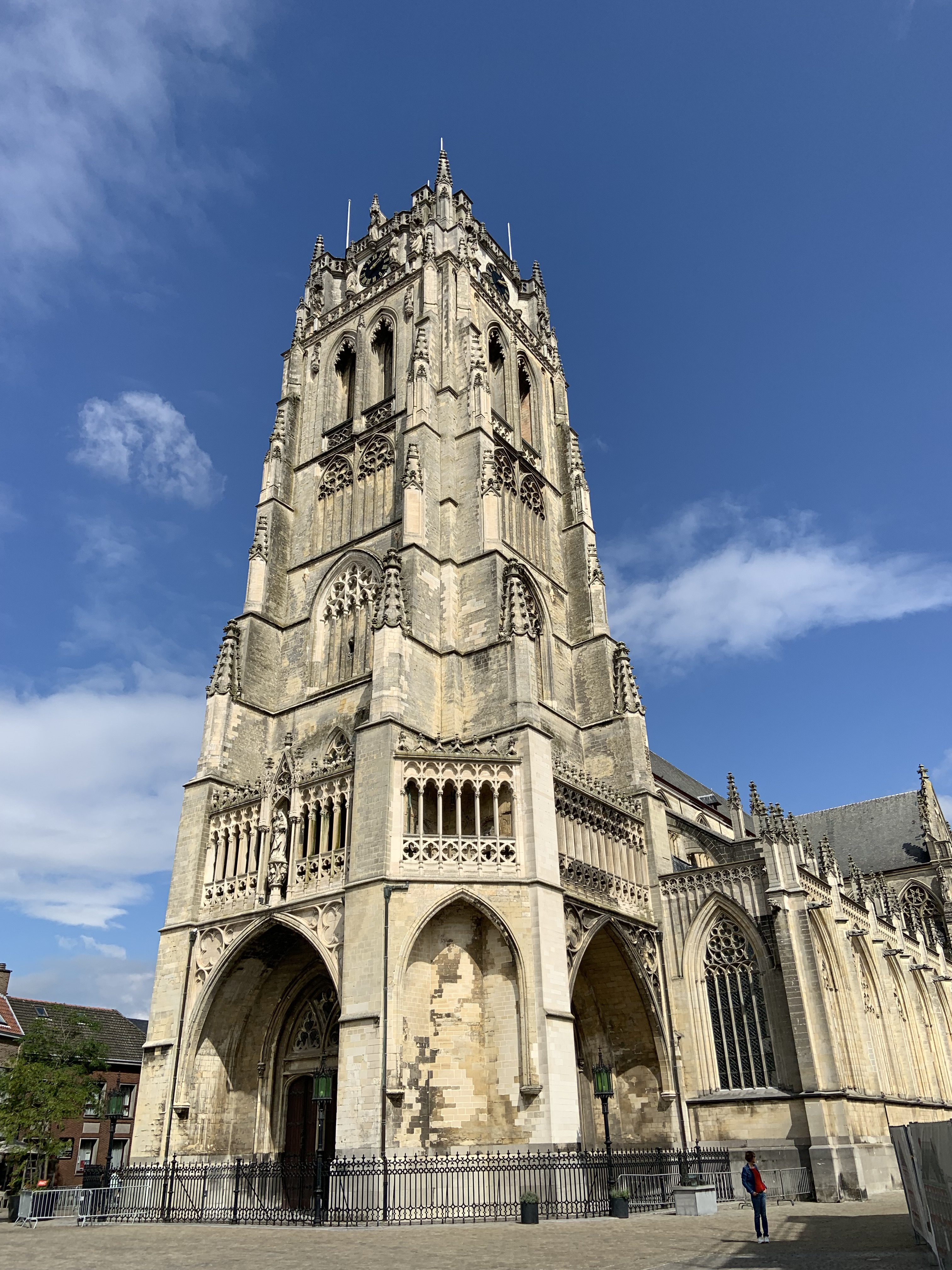
Torre de la basílica de Tongeren

El principal atractivo turístico es el Museo Galo-Romano, que tiene una colección de 18 000 objetos recogidos desde la prehistoria hasta el periodo merovingio.
El monumento más señero es la basílica de Nuestra Señora, de estilo gótico, construida sobre las ruinas de un templo anterior del siglo IV, a partir de 1240, con su singular torre del reloj de 64 metros, erigida entre 1442 y 1541.